# Moggessa di Là

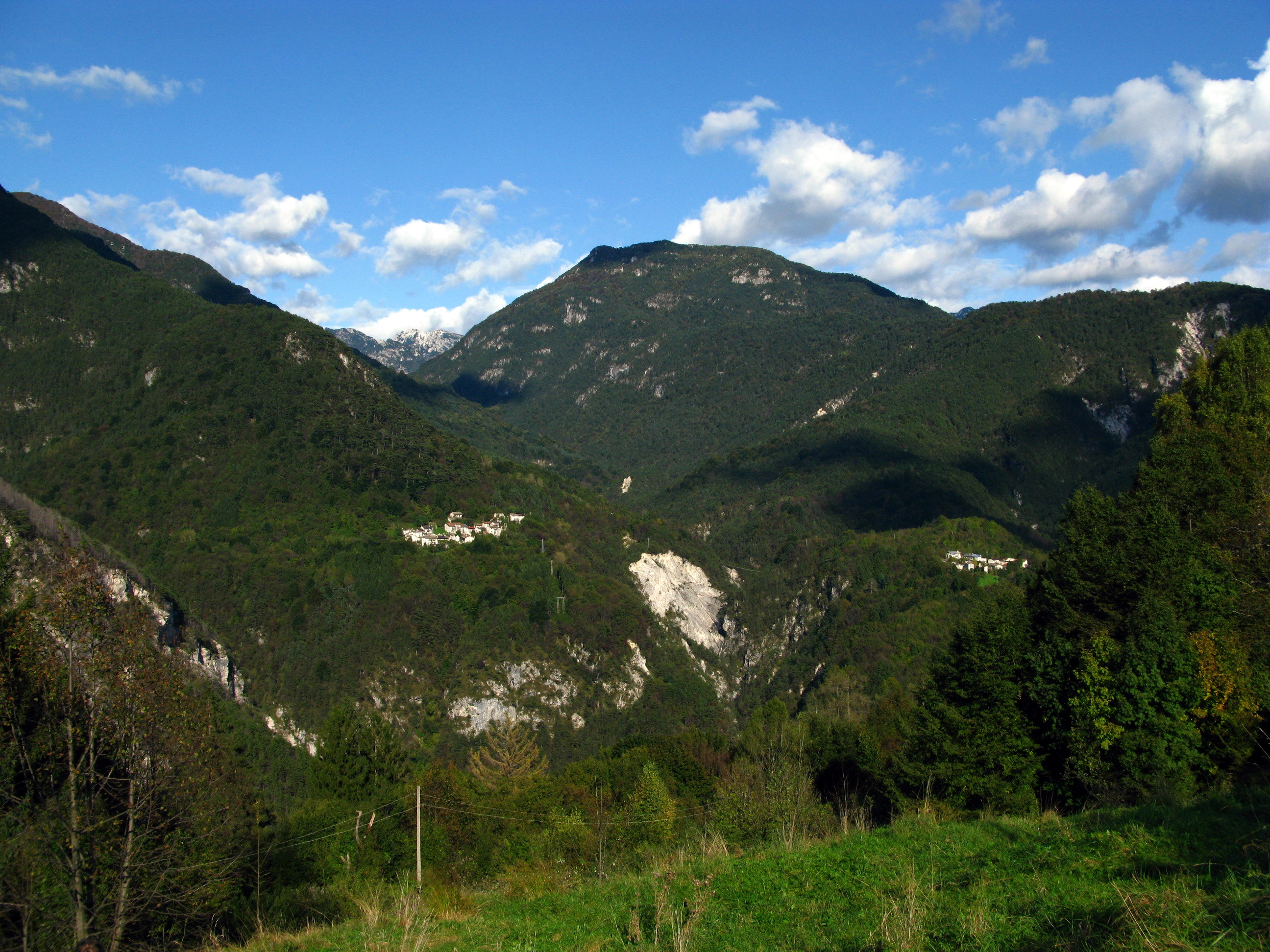
Moggessa di Lá (links) und Moggessa di Quá von Stavoli aus.

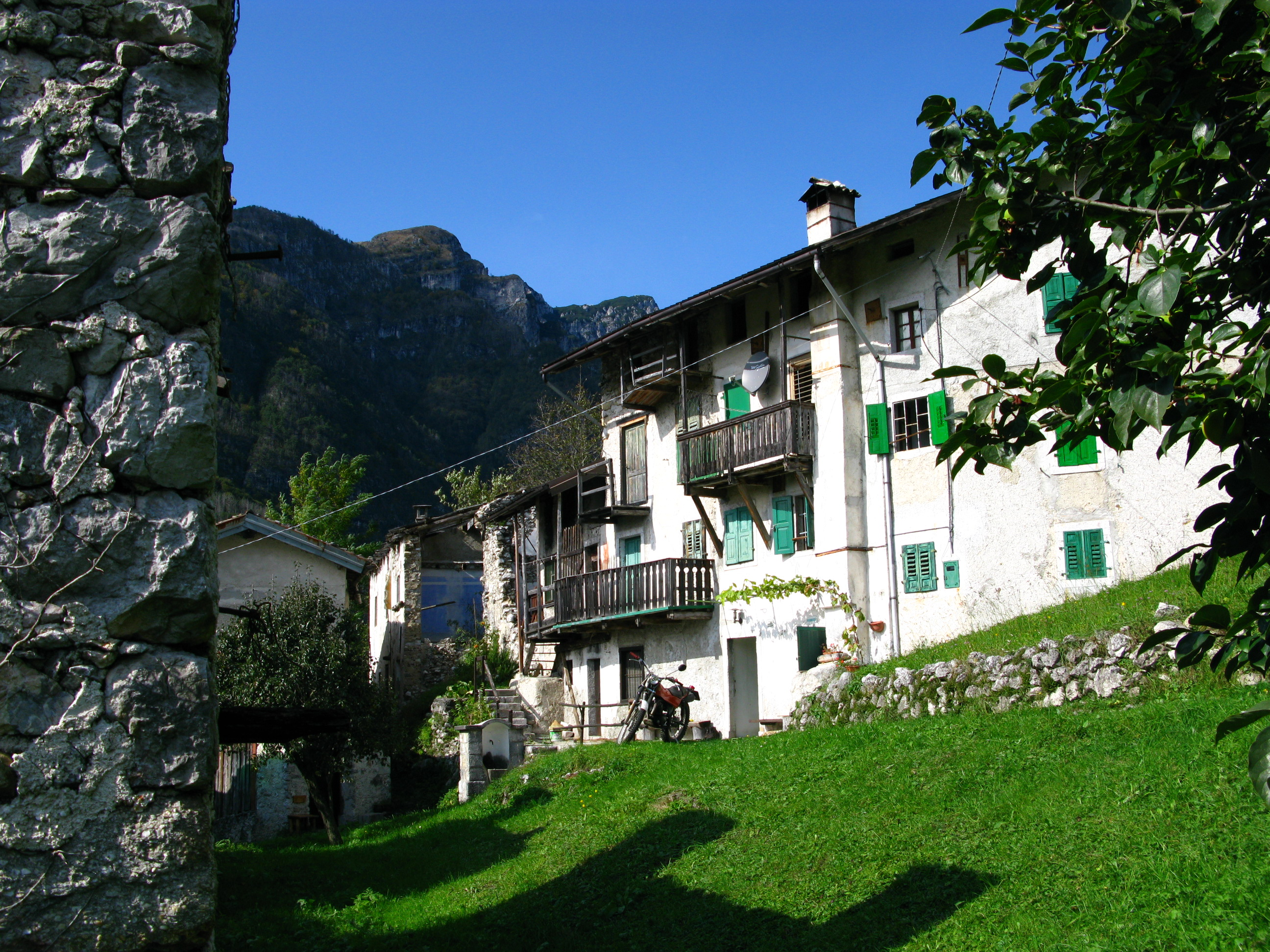

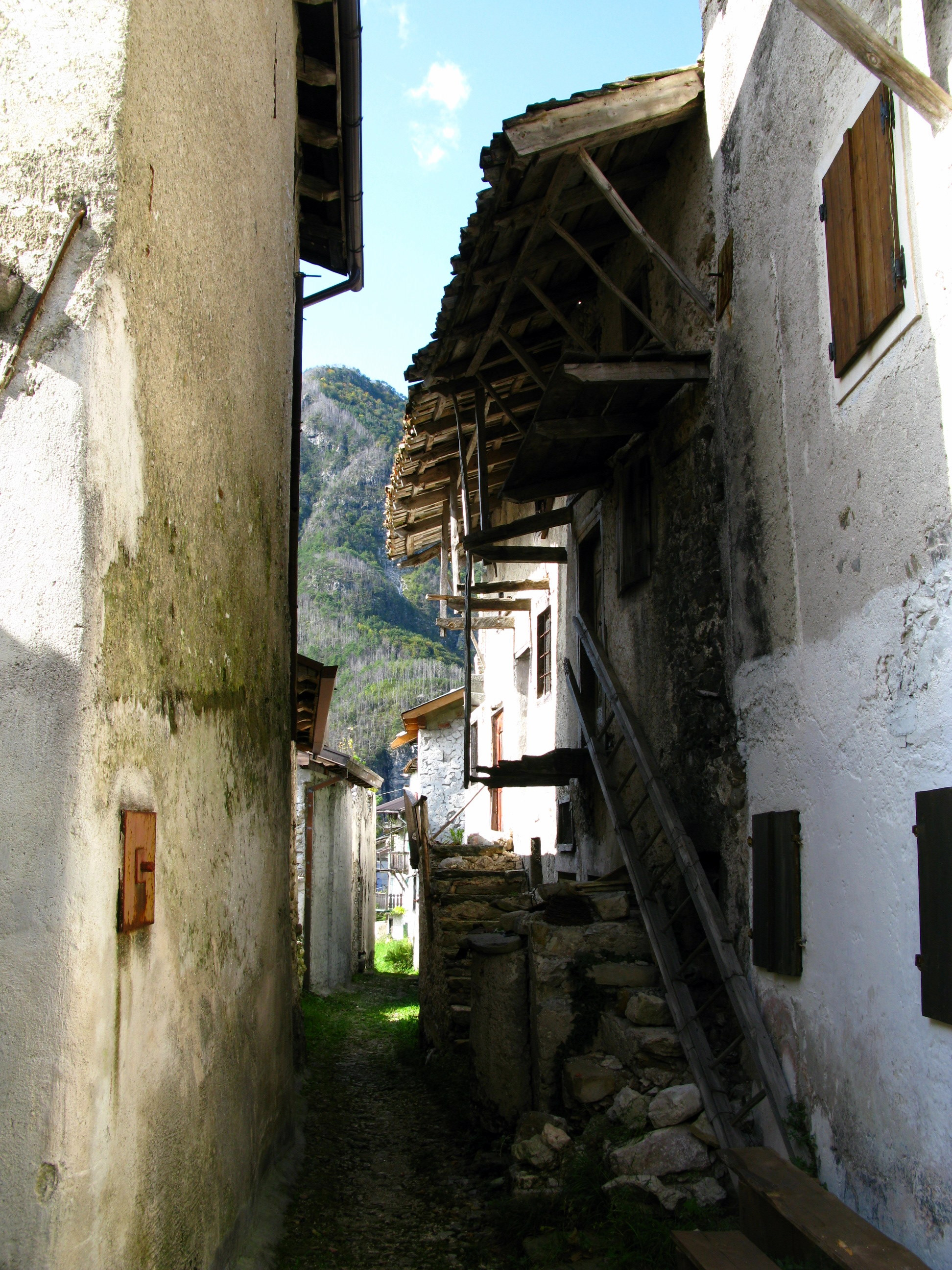
Gasse in Moggessa di Lá.

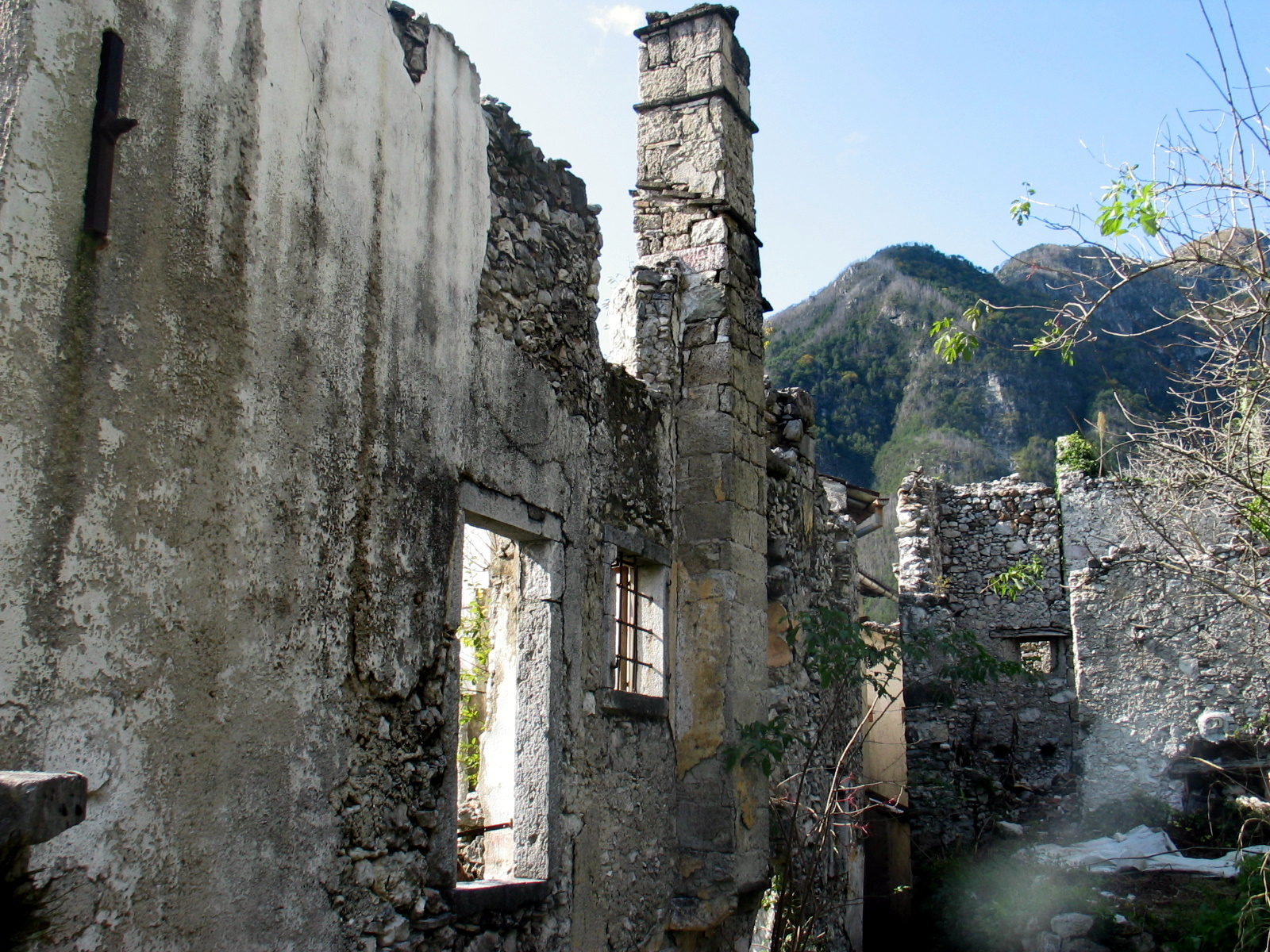
Verfallenes Haus

Moggessa di Lá ist ein verlassenes, teils verfallenes norditalienisches Bauerndorf ohne Zufahrtsstraße in den Karnischen Alpen westlich von Moggio Udinese in der Region Friaul-Julisch Venetien. Der zweite Ortsteil, Moggessa di Quà, sowie das Nachbardorf Stavoli haben ebenfalls keine Straßenanbindung. Moggessa di Lá kann nach einem zweistündigen Fußmarsch von Moggio Udinese, das an der Autobahn A23 liegt, erreicht werden.
Geschichtlich gesehen ist Moggessa di Lá, furlan Muiesse di lá, auf Deutsch etwa "Klein-Mossach jenseits", eine mittelalterliche Gründung des Klosters San Gallo in Moggio. Trotz der Höhenlage von 530 m Seehöhe gilt das Gebiet am Fuße des Monte Palevierte (1785 m ü. A.) als für den Gemüseanbau sehr gut geeignet.
Da es keine Zufahrtsstraßen gibt, ist das Dorf nur über Maultierpfade erreichbar. Ein Pfad führt von Moggio Udinese über Moggessa di Quá nach der Durchquerung der Schlucht des Molin-Baches (Mühlbachs) nach ca. zwei Stunden zum Dorf. In der Schlucht sind noch die letzten Reste der Mühle zu sehen, die bis 1962 in Betrieb war und vom Erdbeben 1976 fast vollständig zerstört wurde. Der Verbindungsweg zwischen den Dörfern ist, anders als nach Moggio hinunter, weniger steil und in einem besseren Zustand, sodass man zwischen den beiden Dörfern via Geländemotorrad verkehren kann.
Von der anderen Seite ist Moggessa di Lá nach ca. eineinhalb Stunden Wegzeit über einen steilen, schmalen Weg samt Durchquerung des Torrente Glagno (es gibt keine Brücke) von Stavoli aus erreichbar, einem weiteren Bergdorf ohne Zufahrtsstraße. Ein weiterer Wanderweg führt auf den Berg hinauf nach Morolz, von wo man in das Aupatal gelangt.
Am Ortsanfang von Moggessa di Lá steht eine kleine römisch-katholische Kirche. Einen Friedhof gibt es allerdings nicht. Besonders reizvoll sind die engen Gässchen, in denen sich die Bauernhäuser auf engem Raum konzentrieren. Die relativ hoch gebauten Häuser bzw. teils verfallenen Gebäude liegen sehr eng beieinander. Dazwischen verlaufen oft nur einige Meter breite Gässchen. Die deutlich zugewachsenen Felder liegen unterhalb des Dorfes. Anfang des 20. Jahrhunderts lebten die Bewohner noch weitgehend autark als Selbstversorger. Im verwinkelten Kern treffen mehrere gepflasterte Gassen zusammen. Fünf Häuser sind, allerdings nicht ganzjährig, bewohnt. Am unteren Ortsrand zu den Feldern hin steht das größte und auffälligste Haus, ein altes Handwerkerhaus mit zwei übereinander liegenden Arkadenreihen, deren untere Bögen offen sind. Zwei weitere noch erhaltene Bögen eines verfallenen Hauses in der Nähe zeigen, dass dieses Stilelement hier häufiger eingesetzt wurde. Bis 1960 gab es hier sogar eine Schule.
Wie in den Nachbardörfern finden sich auch hier viele Beispiele ländlicher, auf das Wesentliche reduzierter Architektur, die charakteristisch für diese arme Berggegend ist. Die Häuser, durchwegs aus Stein, sind hoch und haben bis zu vier Geschosse. In der Mitte der Dörfer gibt es gemeinsame Brunnen. Viele der Holzbalkone auf der Südseite sind schon verfallen. Typisch sind auch die außen angebauten Kamine für die Fogolâre, die offenen Herde im Friaul. Das Wrack eines Einachsschleppers zeigt, dass hier bereits motorisierte Landmaschinen zum Einsatz kamen.
Durch Wasser- und Stromanschlüsse wurde das besonders im Winter sehr einsame Leben in den Bergen etwas erleichtert. Durch das Erdbeben von 1976 wurden viele Häuser des Dorfes zerstört, die nach und nach von Gestrüpp überwuchert werden. Notquartiere in Containern waren nicht möglich. Heute werden einige der verfallenen Häuser von den Nachfahren der einst weggezogenen Bewohner wieder restauriert und in den Ferien bewohnt.
Die sechsstündige Rundwanderung durch die drei karnischen Dörfer Moggessa di Quà, Moggessa di Lá und Stavoli, alle drei ohne Zufahrtsstraßen, die die Abtei von Moggio als Ausgangs- und Endpunkt hat, gilt als „eine der schönsten und außergewöhnlichsten Tageswanderungen“ in Friaul.